# Matz Sels
Matz Willy Els Sels, född 26 februari 1992, är en belgisk fotbollsspelare (målvakt) som spelar för Nottingham Forest.

## Klubbkarriär

### Lierse SK
Sels startade sin karriär i moderklubben Kontich FC, men gick redan i sjuårsåldern över till Lierse SK. Han blev uppflyttad till seniorlaget 2010. Efter att klubben sålde Eiji Kawashima till Standard Liège under sommaren 2012, tog Sels över och blev ordinarie målvakt.

### KAA Gent
Den 31 december 2013 blev Sels klar för KAA Gent, debuten kom i cup-matchen mot KV Kortrijk den 14 januari 2014.
Sels hann med att vinna ligan med klubben säsongen 14-15, vilket var KAA Gents första ligaguld någonsin. Triumfen innebar att klubben deltog i Champions League 2015/2016 där man slutade 2:a i sin grupp, före lag som Valencia CF och Olympique Lyonnais. I 16-delsfinalen blev VfL Wolfsburg numret för stora och belgarnas äventyr tog därmed slut. Sels blev utsedd till årets målvakt i Belgien efter den fina säsongen 2015.

### Newcastle United
Den 29 juni 2016 skrev Sels på för engelska Newcastle United FC, han debuterade i Championship den 5 augusti 2016 i en match mot Fulham FC. Sels höll nollan i fyra matcher i rad och fick ett stort förtroende i början, men efter ett par mindre lyckade insatser blev han förpassad till bänken och fick se Karl Darlow ta över hans plats istället.

### Anderlecht
Sels lånades ut till den belgiska ligan och till RSC Anderlecht den 22 juni 2017, där fick han en hel del speltid och noterades för 22 ligamatcher den säsongen.

### Strasbourg
Den 27 juli 2018 blev Sels klar för Ligue 1-klubben RC Strasbourg Alsace.

### Nottingham Forest
Den 1 februari 2024 värvades Sels av Nottingham Forest, där han skrev på ett 3,5-årskontrakt.

## Landslagskarriär
Sels debuterade för Belgiens landslag den 3 juni 2021 i en 1–1-match mot Grekland, där han blev inbytt i den 90:e minuten mot Simon Mignolet.